# Speak Squeak Creak
Albums de Melt-Banana
Cactuses Come in Flocks
(1994)
Speak Squeak Creak est le premier album de Melt-Banana, sorti en version CD en septembre 1994 chez NUX Organization et réédité en avril 2001 en CD et vinyle par A-Zap.
L'album a été enregistré à Chicago dans un sous-sol par Steve Albini en juin et juillet 1994, puis produit par KK Null, le propriétaire de NUX. En raison notamment des conditions d'enregistrement et de l'enregistrement d'Albini, traditionnellement spartiate, il est généralement considéré comme la production la plus brute du groupe, qui le revendique comme étant le noyau de leur musique.

## Pistes
1. "Tail In Garbage (Tekepake)" – 1:16
2. "Rragg" – 0:57
3. "In x Out = Bug" – 1:21
4. "Scrubber" – 0:16
5. "So Unfilial Rule" – 0:11
6. "Dust Head" – 1:11
7. "A Teaspoon Of Salt" – 0:38
8. "Stick Out" – 0:42
9. "Mouse Is a Biscuit" – 1:05
10. "55 Hands Need to Cut Down" – 1:29
11. "P-Pop-Slop" – 1:25
12. "Smell the Medicine" – 2:31
13. "Switch" – 2:18
14. "P.B.D." – 1:43
15. "Mind Thief" – 1:38
16. "Chicken Headed Raccoon Dog" – 1:47
17. "Cry For More Fish" – 0:18
18. "Screw, Loose" – 0:10
19. "Cook Cool Kyau Kuru" – 1:14
20. "Scissor Quiz" – 1:33
21. "Too Many to Dispose" – 0:28
22. "Blandished Hatman" – 1:15
23. "Cut Off" – 2:01
24. "Pierced Eye" – 2:06
25. (sans titre) – 2:35